# اکساکالا، سیلدیر
اکساکالا، سیلدیر (به لاتین: Akçakale, Çıldır) یک منطقهٔ مسکونی در ترکیه است که در استان اردهان واقع شده‌است.